# Campeonato Paranaense de Futebol de 2009
O Campeonato Paranaense de Futebol de 2009 foi competição organizada pela Federação Paranaense de Futebol.

## Fórmula da disputa
- Primeira Fase: As quinze equipes jogaram entre si, apenas em turno. Os oito primeiros colocados se classificaram para a Segunda Fase.
- Fase Final: Os oito clubes jogaram novamente em turno único. Quem somou mais pontos, nesta fase, foi o campeão. O primeiro colocado da primeira fase levou dois pontos extras para a fase final e o segundo colocado entrou com um ponto extra.
- Rebaixamento: Os três últimos colocados na classificação geral foram rebaixados para a Série Prata de 2010.

### Critérios de Desempate
| Critérios                |
| ------------------------ |
| Maior número de vitórias |
| Melhor saldo de gols     |
| Menos cartões vermelhos  |
| Sorteio na Federação     |

## Televisão
No campeonato de 2009 a RPC/PPV Globo detêm os direitos televisivos, sendo que a RPC transmite apenas alguns jogos, já PPV Net transmite todos os jogos do campeonato.

## Participantes 2009
| Equipe                                             | Cidade             | Região                           | No ano anterior                                                            | Estádio                                   | Capacidade | Títulos                                      | Participações |
| -------------------------------------------------- | ------------------ | -------------------------------- | -------------------------------------------------------------------------- | ----------------------------------------- | ---------- | -------------------------------------------- | ------------- |
| Rio Branco Sport Club                              | Paranaguá          | Litoral Paranaense               | Décimo Quarto Lugar                                                        | Gigante do Itiberê                        | 9.070      | 0 (não possui)                               | 40            |
| Londrina Esporte Clube                             | Londrina           | Microrregião de Londrina         | Décimo Segundo Lugar                                                       | Estádio do Café                           | 36.000     | 3 (1962,1981, 1992 )                         | 38            |
| Iraty Sport Club                                   | Irati              | Microrregião de Irati            | Segunda Fase                                                               | Estádio Coronel Emílio Gomes              | --         | 1 (2002)                                     | 24            |
| Atlético Clube Paranavaí                           | Paranavaí          | Microrregião de Paranavaí        | Décimo Primeiro Lugar                                                      | Estádio Municipal Dr. Waldemiro Wagner    | 25.000     | 1 (2007)                                     | 33            |
| Paraná Clube                                       | Curitiba           | Região Metropolitana de Curitiba | Semifinalista                                                              | Estádio Durival Britto e Silva            | 17.000     | 7 (1991, 1993, 1994, 1995, 1996, 1997, 2006) | 18            |
| Sport Clube Corinthians Paranaense                 | Curitiba           | Região Metropolitana de Curitiba | Segunda Fase                                                               | Estádio Janguito Malucelli                | 4.200      | 0 (não possui)                               | 10            |
| Coritiba Foot Ball Club                            | Curitiba           | Região Metropolitana de Curitiba | Campeão                                                                    | Estádio Major Antônio Couto Pereira       | 38.000     | 33 (último em 2008)                          | 85            |
| Clube Atlético Paranaense                          | Curitiba           | Região Metropolitana de Curitiba | Vice Campeão                                                               | Arena da Baixada                          | --         | 20 (último em 2005)                          | 75            |
| Cianorte Futebol Clube                             | Cianorte           | Microrregião de Cianorte         | Décimo Lugar                                                               | Estádio Municipal Olímpico Albino Turbay  | 3.000      | 0 (não possui)                               | 6             |
| Associação Esportiva Recreativa Engenheiro Beltrão | Engenheiro Beltrão | Microrregião de Campo Mourão     | Segunda Fase                                                               | Estádio João Cavalcante de Menezes        | 2.340      | 0 (não possui)                               | 4             |
| Cascavel Clube Recreativo                          | Cascavel           | Microrregião de Cascavel         | Décimo Terceiro Lugar                                                      | Estádio Olímpico Regional Arnaldo Busatto | 28.125     | 0 (não possui)                               | 4             |
| Associação Atlética Iguaçu                         | União da Vitória   | Microrregião de União da Vitória | Décimo Quinto Lugar                                                        | Estádio Municipal Antiocho Pereira        | 12.000     | 0 (não possui)                               | 20            |
| Toledo Colônia Work                                | Toledo             | Microrregião de Toledo           | Semifinalista                                                              | Estádio 14 de Dezembro                    | 15.280     | 0 (não possui)                               | 3             |
| Nacional Atlético Clube Sociedade Civil            | Rolândia           | Microrregião de Londrina         | Campeão do Campeonato Paranaense de Futebol de 2008 - Segunda Divisão      | Estádio Erich George                      | --         | 0 (não possui)                               | 14            |
| Foz do Iguaçu Futebol Clube                        | Foz do Iguaçu      | Microrregião de Foz do Iguaçu    | Vice Campeão do Campeonato Paranaense de Futebol de 2008 - Segunda Divisão | Estádio do ABC                            | 12.565     | 0 (não possui)                               | 1             |

A Adap Galo Maringá Football Club fechou as portas antes do início do campeonato. Sua vaga não foi reposta por nenhum outro clube.

## Primeira Fase

### Classificação
| Série Ouro - Primeira Fase | Série Ouro - Primeira Fase | Série Ouro - Primeira Fase | Série Ouro - Primeira Fase | Série Ouro - Primeira Fase | Série Ouro - Primeira Fase | Série Ouro - Primeira Fase | Série Ouro - Primeira Fase | Série Ouro - Primeira Fase | Série Ouro - Primeira Fase | Série Ouro - Primeira Fase | Série Ouro - Primeira Fase | Série Ouro - Primeira Fase |
| Time | Time                       | Pts                        | J                          | V                          | E                          | D                          | GP                         | GC                         | SG                         | %                          |                            |                            |
| --- | -------------------------- | -------------------------- | -------------------------- | -------------------------- | -------------------------- | -------------------------- | -------------------------- | -------------------------- | -------------------------- | -------------------------- | -------------------------- | -------------------------- |
| 1 | Atlético Paranaense        | 30                         | 14                         | 9                          | 3                          | 2                          | 29                         | 12                         | 17                         | 71%                        |                            |                            |
| 2 | Coritiba                   | 24                         | 14                         | 7                          | 3                          | 4                          | 15                         | 13                         | 2                          | 57%                        |                            |                            |
| 3 | Nacional-PR                | 21                         | 14                         | 6                          | 3                          | 5                          | 19                         | 12                         | 7                          | 50%                        |                            |                            |
| 4 | J.Malucelli                | 21                         | 14                         | 5                          | 6                          | 3                          | 17                         | 12                         | 5                          | 50%                        |                            |                            |
| 5 | Paraná                     | 20                         | 14                         | 6                          | 2                          | 6                          | 20                         | 18                         | 2                          | 47%                        |                            |                            |
| 6 | Iraty                      | 20                         | 14                         | 6                          | 2                          | 6                          | 19                         | 23                         | -4                         | 47%                        |                            |                            |
| 7 | Cianorte                   | 19                         | 14                         | 4                          | 7                          | 3                          | 17                         | 13                         | 4                          | 45%                        |                            |                            |
| 8 | Paranavaí                  | 19                         | 14                         | 4                          | 7                          | 3                          | 14                         | 13                         | 1                          | 45%                        |                            |                            |
| 9 | TCW                        | 18                         | 14                         | 4                          | 6                          | 4                          | 24                         | 21                         | 3                          | 42%                        |                            |                            |
| 10 | Rio Branco-PR              | 17                         | 14                         | 5                          | 2                          | 7                          | 18                         | 20                         | -2                         | 40%                        |                            |                            |
| 11 | Cascavel CR                | 16                         | 14                         | 4                          | 4                          | 6                          | 19                         | 22                         | -3                         | 38%                        |                            |                            |
| 12 | Engenheiro Beltrão         | 16                         | 14                         | 4                          | 4                          | 6                          | 19                         | 25                         | -6                         | 38%                        |                            |                            |
| 13 | Londrina                   | 16                         | 14                         | 4                          | 4                          | 6                          | 14                         | 21                         | -7                         | 38%                        |                            |                            |
| 14 | Foz do Iguaçu              | 15                         | 14                         | 5                          | 0                          | 9                          | 16                         | 25                         | -9                         | 35%                        |                            |                            |
| 15 | Iguaçu                     | 14                         | 14                         | 3                          | 5                          | 6                          | 14                         | 24                         | -10                        | 33%                        |                            |                            |
| 16 | Adap/Galo                  | 0                          | 0                          | 0                          | 0                          | 0                          | 0                          | 0                          | 0                          | 0%                         |                            |                            |
| Pts – Pontos ganhos; J – Jogos; V - Vitórias; E - Empates; D - Derrotas; GP – Gols pró; GC – Gols contra; SG – Saldo de gols; % - Aproveitamento de pontos |                            |                            |                            |                            |                            |                            |                            |                            |                            |                            |                            |                            |

|  |                                                           |
|  | Classificados para Segunda Fase Campeonato Paranense 2009 |

|  |            |
|  | Rebaixados |

|  |                           |
|  | Rebaixado por desistência |

### Confrontos
Para ler a tabela, a linha horizontal representa os jogos da equipe como mandante. A coluna vertical indica os jogos da equipe como visitante.
|                    | CAP | CAS | CIA | CTB | ENG | FOZ | IGU | IRY | JMA | LON | NAC | PAR | PAV | RIO | TOL |
| ------------------ | --- | --- | --- | --- | --- | --- | --- | --- | --- | --- | --- | --- | --- | --- | --- |
| Atlético-PR        | —   | F   | F   | F   | 4-1 | 3-1 | F   | 2-1 | 3-1 | 3-0 | 2-2 | 2-1 | F   | F   | F   |
| Cascavel           | 0-2 | —   | F   | F   | F   | 3-0 | 4-3 | F   | F   | F   | 0-2 | 0-2 | 0-0 | F   | 4-2 |
| Cianorte           | 2-1 | 1-1 | —   | F   | 1-1 | 0-1 | 3-0 | F   | F   | F   | F   | F   | 0-0 | F   | 2-2 |
| Coritiba           | 0-0 | 3-1 | 1-1 | —   | F   | F   | F   | 0-0 | F   | F   | 2-1 | F   | F   | 2-1 | 2-1 |
| Engenheiro Beltrão | F   | 1-0 | F   | 3-0 | —   | 4-1 | F   | F   | 1-1 | 3-2 | F   | F   | 0-2 | F   | 0-0 |
| Foz do Iguaçu      | F   | F   | F   | 0-1 | F   | —   | F   | 4-1 | 2-1 | 1-2 | 2-1 | 1-2 | F   | 1-0 | F   |
| Iguaçu             | 0-2 | F   | F   | 0-1 | 2-2 | 2-1 | —   | F   | F   | F   | F   | F   | 1-1 | 1-1 | 2-1 |
| Iraty              | F   | 3-2 | 2-1 | F   | 4-1 | F   | 1-2 | —   | F   | 3-0 | F   | 1-0 | F   | 1-3 | F   |
| J. Malucelli       | F   | 0-0 | 0-0 | 1-0 | F   | F   | 0-0 | 3-0 | —   | 2-1 | F   | 3-0 | F   | F   | F   |
| Londrina           | F   | 2-2 | 0-1 | 2-1 | F   | F   | 0-0 | F   | F   | —   | 0-3 | F   | F   | 0-0 | 1-1 |
| Nacional           | F   | F   | 0-2 | F   | 2-0 | F   | 3-0 | 1-2 | 0-0 | F   | —   | 2-0 | F   | 1-0 | F   |
| Paraná Clube       | F   | F   | 2-2 | 2-1 | 2-0 | F   | 4-1 | F   | F   | 1-2 | F   | —   | 1-1 | 0-1 | F   |
| Paranavaí          | 2-1 | F   | F   | 0-1 | F   | 1-0 | F   | 0-0 | 3-2 | 0-2 | 1-1 | F   | —   | F   | F   |
| Rio Branco         | 0-3 | 1-2 | 2-1 | F   | 4-2 | F   | F   | F   | 1-2 | F   | F   | F   | 3-2 | —   | 1-2 |
| Toledo             | 1-1 | F   | F   | F   | F   | 4-1 | F   | 4-0 | 1-1 | F   | 1-0 | 3-5 | 1-1 | F   | —   |

## Segunda Fase

### Classificação
Resultados que determinaram os finalista do campeonato. 
| Série Ouro - Segunda Fase | Série Ouro - Segunda Fase | Série Ouro - Segunda Fase | Série Ouro - Segunda Fase | Série Ouro - Segunda Fase | Série Ouro - Segunda Fase | Série Ouro - Segunda Fase | Série Ouro - Segunda Fase | Série Ouro - Segunda Fase | Série Ouro - Segunda Fase | Série Ouro - Segunda Fase | Série Ouro - Segunda Fase | Série Ouro - Segunda Fase |
| Time | Time                      | Pts                       | J                         | V                         | E                         | D                         | GP                        | GC                        | SG                        | %                         |                           |                           |
| --- | ------------------------- | ------------------------- | ------------------------- | ------------------------- | ------------------------- | ------------------------- | ------------------------- | ------------------------- | ------------------------- | ------------------------- | ------------------------- | ------------------------- |
| 1 | Atlético Paranaense1      | 17                        | 7                         | 5                         | 0                         | 2                         | 14                        | 7                         | +7                        | 81%                       |                           |                           |
| 2 | J.Malucelli               | 16                        | 7                         | 5                         | 1                         | 1                         | 13                        | 6                         | +7                        | 76,2%                     |                           |                           |
| 3 | Coritiba1                 | 15                        | 7                         | 4                         | 2                         | 1                         | 10                        | 3                         | +7                        | 71,4%                     |                           |                           |
| 4 | Nacional-PR               | 12                        | 7                         | 3                         | 3                         | 1                         | 8                         | 5                         | +3                        | 57,1%                     |                           |                           |
| 5 | Paraná                    | 8                         | 7                         | 2                         | 2                         | 3                         | 9                         | 13                        | -4                        | 38,1%                     |                           |                           |
| 6 | Cianorte                  | 7                         | 7                         | 2                         | 1                         | 4                         | 7                         | 8                         | -1                        | 33,3%                     |                           |                           |
| 7 | Iraty                     | 7                         | 7                         | 2                         | 1                         | 4                         | 10                        | 15                        | -5                        | 33,3%                     |                           |                           |
| 8 | Paranavaí                 | 0                         | 7                         | 0                         | 0                         | 7                         | 4                         | 18                        | -14                       | 0%                        |                           |                           |
| Pts – Pontos ganhos; J – Jogos; V - Vitórias; E - Empates; D - Derrotas; GP – Gols pró; GC – Gols contra; SG – Saldo de gols; % - Aproveitamento de pontos |                           |                           |                           |                           |                           |                           |                           |                           |                           |                           |                           |                           |

|  |         |
|  | Campeão |

|  |                                                               |
|  | Classificado Copa do Brasil de Futebol de 2010 e Série D 2009 |

- - 1:Por terem feito as melhores campanhas da primeira fase, Atlético Paranaense e Coritiba receberam pontos extras, sendo dois para o Atlético, primeiro colocado, e um para o Coritiba, segundo colocado.

### Confrontos
Para ler a tabela, a linha horizontal representa os jogos da equipe como mandante. A coluna vertical indica os jogos da equipe como visitante.
|              | CAP | CIA | CTB | IRY | JMA | NAC | PAR | PAV |
| ------------ | --- | --- | --- | --- | --- | --- | --- | --- |
| Atlético-PR  | —   | 2-0 | 2-4 | 3-1 | 1-2 | 1-0 | 3-0 | 2-0 |
| Cianorte     | F   | —   | F   | F   | F   | F   | F   | 3-1 |
| Coritiba     | F   | 1-0 | —   | 0-1 | 0-0 | 0-0 | 2-0 | 3-0 |
| Iraty        | F   | 0-2 | F   | —   | F   | F   | F   | 2-1 |
| J. Malucelli | F   | 1-0 | F   | 3-2 | —   | F   | 4-2 | 3-0 |
| Nacional     | F   | 2-2 | F   | 3-1 | 1-0 | —   | 0-0 | 2-0 |
| Paraná Clube | F   | 1-0 | F   | 3-3 | F   | F   | —   | 3-1 |
| Paranavaí    | F   | F   | F   | F   | F   | F   | F   | —   |

## Campeão
| Campeonato Paranaense de Futebol de 2009 |
| ---------------------------------------- |
| Atlético Paranaense 21° Título           |

## Principais artilheiros
| Gols | Jogador          | Clube               |
| ---- | ---------------- | ------------------- |
| 14   | Rafael Moura     | Atlético Paranaense |
| 12   | Bruno Batata     | J.Malucelli         |
| 8    | Wellington Silva | Paraná              |
| 7    | Marcos Aurélio   | Coritiba            |
| 7    | Lenílson         | Paraná              |
| 7    | Edenílson        | Paranavaí           |

## Classificação Geral

### Classificação
| Final | Final               | Final | Final | Final | Final | Final | Final | Final | Final | Final | Final | Final |
| Time | Time                | Pts   | J     | V     | E     | D     | GP    | GC    | SG    |       |       |       |
| --- | ------------------- | ----- | ----- | ----- | ----- | ----- | ----- | ----- | ----- | ----- | ----- | ----- |
| 1 | Atlético Paranaense | 45    | 21    | 14    | 3     | 4     | 43    | 19    | +24   |       |       |       |
| 2 | Coritiba            | 38    | 21    | 11    | 5     | 5     | 25    | 16    | +9    |       |       |       |
| 3 | J.Malucelli         | 37    | 21    | 10    | 7     | 4     | 30    | 18    | +12   |       |       |       |
| 4 | Nacional-PR         | 33    | 21    | 9     | 6     | 6     | 27    | 17    | +10   |       |       |       |
| 5 | Paraná              | 28    | 21    | 8     | 4     | 9     | 31    | 33    | -2    |       |       |       |
| 6 | Iraty               | 27    | 21    | 8     | 3     | 10    | 29    | 38    | -9    |       |       |       |
| 7 | Cianorte            | 26    | 21    | 6     | 8     | 7     | 24    | 21    | +3    |       |       |       |
| 8 | Paranavaí           | 19    | 21    | 4     | 7     | 10    | 18    | 31    | -13   |       |       |       |
| 9 | TCW                 | 18    | 14    | 4     | 6     | 4     | 24    | 21    | 3     |       |       |       |
| 10 | Rio Branco-PR       | 17    | 14    | 5     | 2     | 7     | 18    | 20    | -2    |       |       |       |
| 11 | Cascavel CR         | 16    | 14    | 4     | 4     | 6     | 19    | 22    | -3    |       |       |       |
| 12 | Engenheiro Beltrão  | 16    | 14    | 4     | 4     | 6     | 19    | 25    | -6    |       |       |       |
| 13 | Londrina            | 16    | 14    | 4     | 4     | 6     | 14    | 21    | -7    |       |       |       |
| 14 | Foz do Iguaçu       | 15    | 14    | 5     | 0     | 9     | 16    | 25    | -9    |       |       |       |
| 15 | Iguaçu              | 14    | 14    | 3     | 5     | 6     | 14    | 24    | -10   |       |       |       |
| 16 | Adap/Galo           | 0     | 0     | 0     | 0     | 0     | 0     | 0     | 0     |       |       |       |
| Pts – Pontos ganhos; J – Jogos; V - Vitórias; E - Empates; D - Derrotas; GP – Gols pró; GC – Gols contra; SG – Saldo de gols; |                     |       |       |       |       |       |       |       |       |       |       |       |

|  |         |
|  | Campeão |

|  |                                                               |
|  | Classificado Copa do Brasil de Futebol de 2010 e Série D 2009 |

|  |            |
|  | Rebaixados |

|  |                           |
|  | Rebaixado por desistência |